# ایگو پلام
ایگو پلام Ego Plum (زاده ۲۷ فوریه ۱۹۷۵) یک آهنگساز آمریکایی است. او بیشتر به خاطر کارش روی باب اسفنجی، عشق وحشتناک جانی ایکس، ساختن شیطان‌ها و هاروی بیکس شناخته شده‌است.